# Estación Las Vacas
Las Vacas fue una estación del ferrocarril ubicada en la comuna de Los Vilos, en la región de Coquimbo de Chile. Fue parte del ramal entre la estación Los Vilos y la de estación Choapa, siendo posteriormente parte del trayecto costa del longitudinal norte.

## Historia
La zona de Las Vacas contaba con una estación de ferrocarriles desde 1898, siendo parte de un ferrocarril que conectaba a la localidad con Choapa y la estación homónima y que comenzó sus trabajos en 1889.
Posteriormente, el trazado costero del longitudinal norte fue inaugurado, conectando la estación Quinquimo con la estación Los Vilos; este tramo fue inaugurado en agosto de 1943.
Esta estación funcionó con normalidad hasta mediados de la década de 1970, siendo suprimida mediante decreto del 6 de noviembre de 1978.
Actualmente el edificio es utilizado como una escuela pública rural multigrado; sus andenes y vías están en buen estado, pero cubiertos de vegetación; mientras que un edificio de bodegas ha perdido su techo.